# 炉辺談話

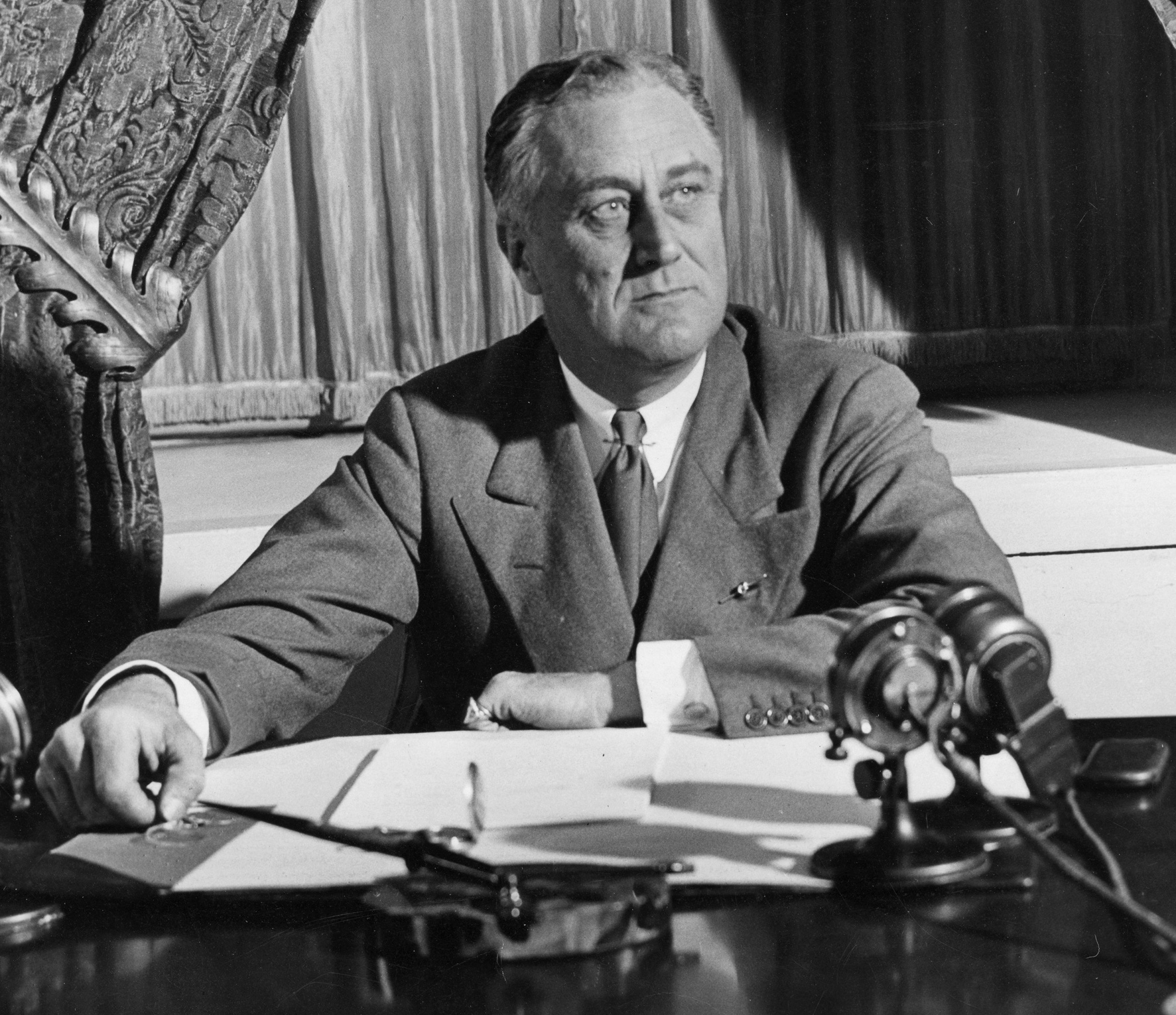
炉辺談話の直後のフランクリン・ルーズベルト大統領

炉辺談話（ろへんだんわ、英：Fireside Chats）とは
1. フランクリン・ルーズベルト大統領が実施した、国民向けラジオ演説。
2. 1.に倣ってジミー・カーター大統領が実施した国民向けラジオ演説。
3. 1.から転じた用法で、政府首脳による非公式な会見。日本独自の用法。

## フランクリン・ルーズベルトの炉辺談話
フランクリン・ルーズベルトは、アメリカ国民を安心させたり、国民との直接的なコミュニケーションを図り、信頼を築くために毎週ラジオ放送で国民に語りかけた。特に1933年の「銀行危機について」の談話では、国民に銀行の仕組みや政府の対応を分かりやすく説明し、預金の引き出しを抑えることで金融システムの安定を図った。これによって銀行の倒産を巡るパニックは収まった。

## ジミー・カーターの炉辺談話
ジミー・カーターもフランクリン・ルーズベルトを見倣い、国民との直接的なコミュニケーションを図るための手段として活用した。カーターは、経済問題やエネルギー政策など、当時のアメリカが直面していた課題について国民に説明し、理解を深めてもらうことを目的としていた。国民との信頼関係を築くことに貢献した。例としては、1977年のエネルギー危機に関する談話が有名である。この談話で、アメリカが直面していたエネルギー問題について国民に説明し、節約と持続可能なエネルギー政策の重要性を訴えた。